# U-1197
Unterseeboot 1197 foi um submarino alemão do Tipo VIIC, pertencente a Kriegsmarine que atuou durante a Segunda Guerra Mundial.

## Comandantes
| Comandante           | Data                                        |
| -------------------- | ------------------------------------------- |
| Oblt. (R) Heinz Baum | 2 de dezembro de 1943 - 19 de março de 1944 |
| Oblt. Kurt Lau       | 20 de março de 1944 - 25 de abril de 1945   |

## Subordinação
Durante o seu tempo de serviço, esteve subordinado às seguintes flotilhas:
| Período                                         | Flotilha                                      |
| ----------------------------------------------- | --------------------------------------------- |
| 2 de dezembro de 1943 - 28 de fevereiro de 1945 | 21. Unterseebootsflottille (submarino escola) |
| 1 de março de 1945 - 25 de abril de 1945        | 31. Unterseebootsflottille (treinamento)      |